# Emilio Colombo
Emilio Colombo (Potenza, 11 de abril de 1920-Roma, 24 de junio de 2013) fue un diplomático y político italiano. Además de alcanzar las posiciones más altas en la política italiana, también participó de la política de la Unión Europea. Fue primer ministro de Italia entre el 6 de agosto de 1970 y el 17 de febrero de 1972.

## Biografía
Estudió jurisprudencia y fue elegido por primera vez diputado para participar de la Asamblea Constituyente de 1946 que dio vida a la Constitución de la República Italiana, fue uno de los más jóvenes constituyentes con 26 años, para la cual fue elegido con menos de 21 mil votos. Fue un miembro histórico de la Democracia Cristiana.
Colombo entró en política como miembro del partido demócrata cristiano y llegó a ocupar varios cargos en el gabinete ministerial, llegando incluso a ser primer ministro, desde 1970 hasta su renuncia en 1972. Fue Presidente del Parlamento Europeo entre 1977 y 1979 y Ministro de Asuntos Exteriores de Italia entre 1980 y 1983 y nuevamente ocupó ese cargo entre 1992 y 1993. Una década después de que dejara su cargo el Presidente de Italia Carlo Azeglio Ciampi lo nombró Senador vitalicio.
En noviembre de 2003, al poco tiempo de haber recibido ese honor, asombró a la opinión pública, admitió ser un consumidor frecuente de cocaína ("con fines terapéuticos").
Murió en la madrugada del 24 de junio de 2013 en su casa de Roma a los 93 años, siendo el último de los "padres constituyentes" en morir.

## Cargos de gobierno
- Subsecretario de Estado de Agricultura y Medio Ambiente en el V y VI gobierno de Alcide De Gasperi.
- Subsecretario de Estado de Obras Públicas del VIII Gobierno De Gasperi, en el Gobierno Pella, Gobierno I Fanfani y Gobierno Scelba.
- Ministro de Agricultura y Medio Ambiente y Alto Comisariado para la alimentación en el I Gobierno Segni y en el Gobierno Zoli.
- Ministro de Comercio exterior en el II Gobierno Fanfani.[10]
- Ministro de Industria y Comercio en el II Gobierno Segni, en el Gobierno Tambroni, en el III y IV Gobierno Fanfani.
- Ministro del Tesoro en el I y II Gobierno de Giovanni Leone; I, II, III, IV y V Gobierno de Aldo Moro; I, II, III y V Gobierno de Rumor, y del Primer Gobierno de Andreotti